# Богданівська сільська рада (Прилуцький район)
Богдані́вська сільська́ ра́да — адміністративно-територіальна одиниця та орган місцевого самоврядування у Прилуцькому районі Чернігівської області. Адміністративний центр — село Богданівка.

## Загальні відомості
Богданівська сільська рада утворена у 1928 році.
8.08.1945 хутір Глинщина у Прилуцькому районі був переданий з Линовицької до Богданівської сільради.
- Територія ради: 34,003 км²
- Населення ради: 612 особи (станом на 2001 рік)

## Населені пункти
Сільській раді були підпорядковані населені пункти:
- с. Богданівка
- с. Глинщина
- с. Тополя
- с. Турківка

## Склад ради
Рада складалася з 14 депутатів та голови.
- Голова ради: Ярославський Ярослав Володимирович
- Секретар ради: Мурзін Володимир Валентинович

### Керівний склад попередніх скликань
| Прізвище, ім'я, по батькові        | Основні відомості                                                 | Дата обрання | Дата звільнення |
| ---------------------------------- | ----------------------------------------------------------------- | ------------ | --------------- |
| Ярославський Ярослав Володимирович | Сільський голова, 1975 року народження                            | 26.03.2006   | 31.10.2010      |
| Ярославський Ярослав Володимирович | Сільський голова, 1977 року народження, освіта вища, безпартійний | 31.10.2010   |                 |

Примітка: таблиця складена за даними сайту Верховної Ради України

### Депутати
За результатами місцевих виборів 2010 року депутатами ради стали:

#### За суб'єктами висування
| Суб'єкт висування | Кількість обраних депутатів | %   |
| ----------------- | --------------------------- | --- |
| Самовисування     | 14                          | 100 |

#### За округами
| № округу | Прізвище, ім'я, по батькові    | Дата визнання обраним | Освіта             | Партійна приналежність             | Відомості про обраного депутата                          |
| -------- | ------------------------------ | --------------------- | ------------------ | ---------------------------------- | -------------------------------------------------------- |
| 1        | Грязна Василина Василівна      | 02.11.2010            | вища               | позапартійна                       | Богданівська загальноосвітня школа, вчитель              |
| 2        | Ковальчук Лідія Миколаївна     | 02.11.2010            | середня спеціальна | позапартійна                       | ТОВ «Богданівське», зоотехнік                            |
| 3        | Лутченко Тетяна Федорівна      | 02.11.2010            | вища               | позапартійна                       | Богданівська загальноосвітня школа, вчитель              |
| 4        | Семенець Юлія Олександрівна    | 02.11.2010            | середня            | позапартійна                       | магазин с. Богданівка, продавець                         |
| 5        | Вересоча Тамара Володимирівна  | 02.11.2010            | вища               | позапартійна                       | Богданівська загальноосвітня школа, вчитель              |
| 6        | Кравчина Іван Олексійович      | 02.11.2010            | середня            | член Соціалістичної партії України | ТОВ «Богданівське», водій                                |
| 7        | Грязна Антоніна Володимирівна  | 02.11.2010            | середня спеціальна | позапартійна                       | ТОВ «Богданівське», завферми                             |
| 8        | Тарасенко Сергій Костянтинович | 02.11.2010            | середня спеціальна | позапартійний                      | ТОВ «Богданівське», механізатор                          |
| 9        | Чайка Михайло Григорович       | 02.11.2010            | середня спеціальна | член Соціалістичної партії України | ТОВ «Богданівське», головний інженер                     |
| 10       | Мурзін Володимир Валентинович  | 02.11.2010            | середня спеціальна | позапартійний                      | Богданівська сільська рада, секретар сільської ради      |
| 11       | Фадієнко Надія Володимирівна   | 02.11.2010            | вища               | позапартійна                       | Богданівська загальноосвітня школа, вчитель              |
| 12       | Удовенко Віталій Ростиславович | 02.11.2010            | вища               | позапартійний                      | Ніжинський агротехнічний інститут, студент               |
| 13       | Сіянко Любов Миколаївна        | 02.11.2010            | вища               | позапартійна                       | ТОВ «Богданівське», головний бухгалтер                   |
| 14       | Денисенко Микола Володимирович | 02.11.2010            | вища               | позапартійний                      | КП «Архітектура Ічнянщини», начальник земельного відділу |